# Милан Стојановић (академик)
Милан Стојановић (Београд, 9. април 1966) је српски хемичар и академик, инострани члан састава Српске академије наука и уметности од 5. новембра 2015.

## Биографија
Завршио је основне студије на Хемијском факултету Универзитета у Београду 1989. и докторат на Универзитету Харвард 1995. године. Стручно се усавршавао као самостални истраживач Bristol-Myers Squibb 1995—1997, као асистент на постдокторским студијама и виши научни сарадник на Универзитету Колумбија 1998—2002. Радио је као наставник на постдипломским студијама на Универзитету Колумбија од 2003. и као ванредни професор од 2010, као директор на Центру за молекуларну кибернетику Националног фонда за науку на Универзитету Колумбија 2005—2009. и као директор Одељења за клиничку фармакологију и експерименталну терапеутику на Медицинском факултету Универзитетa Колумбија од 2007. године. Добитник је награде најбољем студенту Хемијског факултета 1989, постдокторске стипендије Националног института за здравље 1998, стипендије Серл 2003, Златне Лампортове награде за изврсност у клиничкој науци и Блаватникове награде за основне науке 2007. и награде „Златни тулипан” 2010.